# Camponotus fijianus
Camponotus fijianus is een mierensoort uit de onderfamilie van de schubmieren (Formicinae). De wetenschappelijke naam van de soort is voor het eerst geldig gepubliceerd in 2010 door Özdikmen.